# Bernard Guerrien
 (avril 2024).
- Si vous ne connaissez pas le sujet, laissez ce bandeau (vous pouvez alors contacter les auteurs).
- Si vous supprimez le contenu mis en cause (vous pouvez préalablement contacter les auteurs),

argumentez précisément cette suppression dans la page de discussion
(un manque de référence n'est pas un argument ; une recherche réelle de référence doit avoir été effectuée, être formellement documentée).
Bernard Guerrien est un économiste franco-argentin, docteur en mathématiques (3e cycle) et docteur en sciences économiques, et maître de conférences à l'Université Paris 1 Panthéon-Sorbonne.

## Biographie
Il obtient un doctorat de 3e cycle en mathématique-statistique (option, économétrie) à la faculté des sciences de Paris, sur le sujet de la Recherche d’une typologie des quartiers et des activités économiques.
Il obtient un doctorat en sciences économiques à l'Université Paris 1 Panthéon-Sorbonne, sur la Concurrence, flexibilité et stabilité.
Il a enseigné les mathématiques, la microéconomie et la théorie économique à l'université Paris 1 Panthéon-Sorbonne, où il a fait toute sa carrière.
Il est actuellement chercheur associé au SAMOS-MATISSE.

### La place des mathématiques en économie
Il se montre réservé face à une surutilisation des mathématiques en économie, considérant qu'elle conduit parfois à obscurcir plutôt qu'à clarifier l'étude des phénomènes économiques.
Il estime que beaucoup trop de temps est passé, notamment dans l'enseignement, à l'étude du modèle de concurrence parfaite, pilier de la théorie néoclassique, qui représente une société extrêmement centralisée et soumise à des règles strictes - qui n'a rien à voir avec les économies de marché telles que nous les connaissons. Il pense que la théorie néoclassique devrait être enseignée dans le cadre d'un grand cours d'histoire de la pensée économique - à côté des autres théories, qui ne sont pas moins pertinentes qu'elle. La partie plus mathématique de ces théories pourrait être utilisée dans des cours de planification ou de gestion des ressources. Il est également très critique en ce qui concerne la macroéconomie à "agent représentatif" - dont les prémisses lui semblent absurdes. Auteur d'un ouvrage sur la théorie des jeux (éditions Economica) qui a connu quatre éditions et un tirage important, il s'insurge contre ceux qui parlent des "applications" de cette théorie - qui n'est en fait qu'une "collection (sans fin) d'histoires"..

### Autisme-économie
Il a activement participé à la rédaction des textes sur ces questions qui sont publiés dans le site du mouvement des étudiants pour la réforme de l’enseignement de l’économie.
La crise déclenchée en 2008 lui a donné l'occasion de rappeler la supériorité de la vision "circuitiste" de l'économie sur celle "en étoile", centralisée, de l'équilibre général. Bien que partisan depuis toujours de la création endogène de la monnaie, il a découvert à cette occasion les analyses de la Modern Monetary Theory (MMT), qui lui semblent particulièrement intéressantes.

## Publications
Cette bibliographie recense trop d'ouvrages (avril 2024). Les ouvrages doivent être de « référence » dans le domaine du sujet de l'article. Il peut être souhaitable de les insérer dans une référence et de les enlever de la section « bibliographie ». Il peut être également utile de créer un article bibliographique spécifique.
 (septembre 2024).

### Ouvrages et chapitres dans des ouvrages
- Guerrien B. (2023) "L'abandon progressif de l'idée de valeur par la théorie néo-classique" Regards croisés sur l'économie N°32 pp 33–42
- Guerrien B. (2021) "Qui paiera la dette ? Covid et idéologie"
- Guerrien B. (2021) "Oser briser le tabou des courbes d’offre et de demande: à propos du « programme officiel » (2019) de seconde SES"
- Guerrien B. (2020) "MMT, approche par le circuit et paradoxe du profit monétaire "
- Guerrien B. (2019) "En finir avec IS"
- Guerrien B. (2019) "M.M. Blanchard et Cohen se moquent du monde"
- Guerrien B. (2019) "La 'théorie des marchés efficients': une imposture qui semble arranger tout le monde (académique)"
- Guerrien B. (2018) "Où en est la théorie des jeux ?" Revue de la régulation N°22 (In English RWER N°83 )
- Guerrien B. (2017) "Les tribulations d’Olivier Blanchard, symptôme de l’état de déliquescence de la macroéconomie"
- Guerrien B. (2016) "Une nouvelle 'théorie générale' ? À propos de Capitalism. Competition, Conflict, Crises d’Anwar Shaikh" Revue de la Régulation N°20 (In English RWER N°77)
- Guerrien B. (2016) "Les modèles économiques sont-ils vraiment idéologiquement neutres ?" Regards croisés sur l'économie (N°18) La Découverte.
- Guerrien B. et O. Gün (2012), Dictionnaire d'analyse économique, 4e édition, La Découverte.
- Guerrien B. (2010) La théorie des jeux 4e édition, Economica.
- Guerrien B. et S. Jallais (2009) La microeconomía. Una presentación crítica Maia Ediciones, Madrid. En ligne.
- E. Bénicourt et B. Guerrien (2008) La théorie économique néoclassique, La Découverte, Collection : Manuels Repères.
- Guerrien B. (2007), L'illusion économique, Omniscience, collection "Les essais".
- Guerrien B. (2004), " Is there something to expect from game theory ?" in A guide to what’s wrong with Economics ed. par E. Fullbrook, p. 62-76. Anthem Press. Londres.
- Guerrien B. (2004), " Une science trop humaine ? L’économie " dans La Science au présent (suppl. à l’Encyclopedia Universalis), p. 247-254.
- Guerrien B. (2004), " Idées reçues et théorie économique " dans Bréviaire des idées reçues en économie, La Découverte, p. 112-121.
- Guerrien B. (2004), " Déficit budgétaire et fardeau des générations futures " dans Bréviaire des idées reçues en économie, La Découverte, p. 73-85.
- Guerrien B., Pignol C. (2000), "La théorie de l'équilibre général depuis 1939", in A. Béraud et G. Faccarello (eds), La nouvelle Histoire de la Pensée Economique (tome 2), La Découverte.
- Guerrien B., Parel V. (1998), Microéconomie, Dunod (manuel disponible en ligne adressé aux étudiants débutants)
- Guerrien B., This I. (1998), Les mathématiques de la microéconomie, Economica.
- Guerrien B., Parel V. (1998), "Stratégies et théorie des jeux", in B. Paulré (ed), Épistémologie de la stratégie en économie, Publications de la Sorbonne.
- Guerrien B. (1997), "Théorie des jeux et gestion", in Y. Simon et P. Joffre (eds), Encyclopédie de gestion, Economica.

### Articles
- Guerrien B. (2017) "Deux lectures revigorantes : La pensée monétaire et La pensée économique de Keynes de Frédéric Poulon" Revue de la régulation N°21
- Guerrien B. (2017) "Les tribulations d’Olivier Blanchard, symptôme de l’état de déliquescence de la macroéconomie"
- Guerrien B. (2016) "A New 'General Theory'? A review of Capitalism by Anwar Shaikh" Real World Economic Review N°77
- Guerrien B. (2016) "Une nouvelle "théorie générale" ? À propos de Capitalism. Competition, Conflict, Crises d’Anwar Shaikh". Revue de la régulation N°20
- Guerrien B. (2016) "La théorie néoclassique de la répartition : John Bates Clark et les autres"
- Guerrien B. (2016) "La planification au cœur des théories économiques" Les Cahiers de la prospective et de l'économie planifiée N°1 .
- Guerrien B. (2016) "Fonction de production agrégée et idéologie"
- Guerrien B. (2015) Qu'est-ce que la concurrence parfaite ?
- Guerrien B. (2015) Une brève histoire de la macroéconomie et les leçons qu'on peut en tirer
- Guerrien B. (2015) Robinson, Maupertuis et la nouvelle macroéconomie.
- Guerrien B. et Ozgur Gün (2014) "En finir, pour toujours, avec la fonction de production agrégée ?", dans Revue de la régulation, N°15,
- Guerrien B. et Ozgur Gün (2014) "Fama-Shiller, Economic Sciences Prize Committee and the “efficient markets hypothesis” ", dans Real-World Economics Review, issue n°66  http://www.paecon.net/PAEReview/issue66/GuerrienGun66.pdf
- Guerrien B. et Ozgur Gün (2013) "L’étrange silence du Nobel Prize Committee sur la « théorie des marchés efficients »" dans Revue de la régulation N°14, automne 2013, http://regulation.revues.org/10307
- Guerrien B. (2011) "L’imbroglio de la théorie dite « des marchés efficients », http://bernardguerrien.com/Marcheefficient.doc
- Guerrien B. et Ozgur Gün (2011) "Efficient Market Hypothesis: What are we talking about?", dans Post Autistic Economic Review N°56 http://www.paecon.net/PAEReview/issue56/GuerrienGun56.pdf
- Guerrien B. et P. Rème Harnay (2009) "Quelle synthèse entre économie et sociologie ?" dans Cahiers internationaux de sociologie, vol. CXXVII.
- Guerrien B. et S. Jallais (2009) " Why Economics Needs Pluralism " in The Handbook of Pluralist Economics Education ed. par J. Reardon, Routledge, Londres.
- Guerrien B. (2009) "Les théories économiques à l'épreuve de la crise" dans Vie de la recherche scientifique, no 376, disponible dans www.bernardguerrien.com.
- Guerrien B. (2009) "Science, pseudo-science et finance" dans Science ... et pseudo sciences, Revue de l'Association Française pour l'Information Scientifique, no 284 http://www.pseudo-sciences.org/spip.php?article1079
- Guerrien B. (2008) "À propos du livre 'Le grand méchant marché' : décryptage d'un fantasme français" de Augustin Landier et David Thesmar, Documents de discussion disponible dans http://www.bernardguerrien.com/LetT.pdf
- Guerrien B.(2008) "Irrelevance and Ideology" dans Ontology and Economics: Tony Lawson and his critics sous la direction de E. Fullbrook Routledge.
- Bénicourt E. et B.Guerrien (2008) « Is there anything worth to keep in microeconomics ? » Review of Radical Polical Economy vol 40 no 3.
- Bénicourt E. et B.Guerrien (2008) " Reply to Case and Katzner", Review of Radical Polical Economy vol 40 no 3.
- Guerrien B. (2007) "L’économie entre science, empirisme et idéologie", Parcours, Les Cahiers du Grep, Midi-pyrénées, disponible dans www.bernardguerrien.com.
- Guerrien B. (2006) "La microéconomie est-elle utile ?" Cahier Français no 327, La Documentation Française, disponible dans www.bernardguerrien.com.
- Guerrien B. (2005) "L'économie : science ou pseudo-science ?" dans Science ... et pseudo sciences, Revue de l'Association Française pour l'Information Scientifique, no 269, http://bernardguerrien.com/Scienceoupseudoscience.pdf
- Guerrien B. et F.Vergara (2005), "La dette publique : fardeau des générations futures ?", Alternatives Economiques
- Guerrien B. (2004), " Y a-t-il une science économique ? " L’Économie politique, p. 97-109.
- Guerrien B. (2003), " Marchandisation et théorie économique " Actuel Marx no 34, p. 121-132, disponible dans www.bernardguerrien.com.
- Guerrien B. (2000), "Prix, marché et microéconomie", DEES, no 120.
- Guerrien B., C.Pignol (2000), "La microéconomie : hypothèses et résultats", L'économie repensée, éditions Sciences humaines.
- Guerrien B. (1999), "La société, objet complexe et changeant et Les bases de la théorie économique", Pour la Science, numéro spécial, Les mathématiques sociales.
- Guerrien B. (1999), "Le marché de la théorie : une organisation sociale centralisée", Nature, ,Sciences et Société, no 2, Elsevier, Paris.
- Guerrien B. et F. Vergara (1999), "Économistes et fausses évidences. De quelques idées reçues chez nos experts en économie", La revue du MAUSS, no 14, La Découverte, Paris.
- Guerrien B. et C.Pignol (1998), "La microéconomie : hypothèses et résultats", Sciences humaines, hors série no 22.